# Reloj Anker

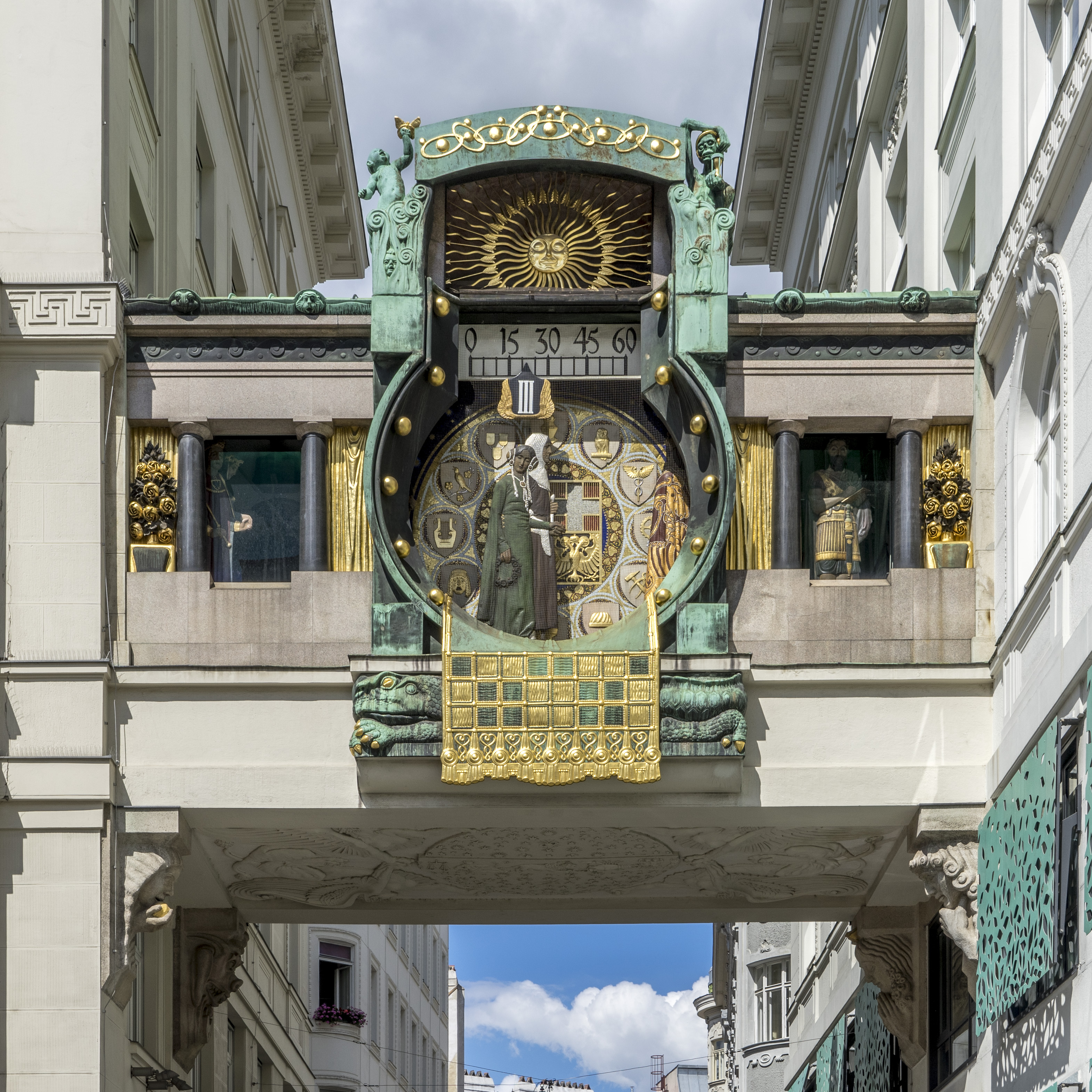
Ankeruhr.

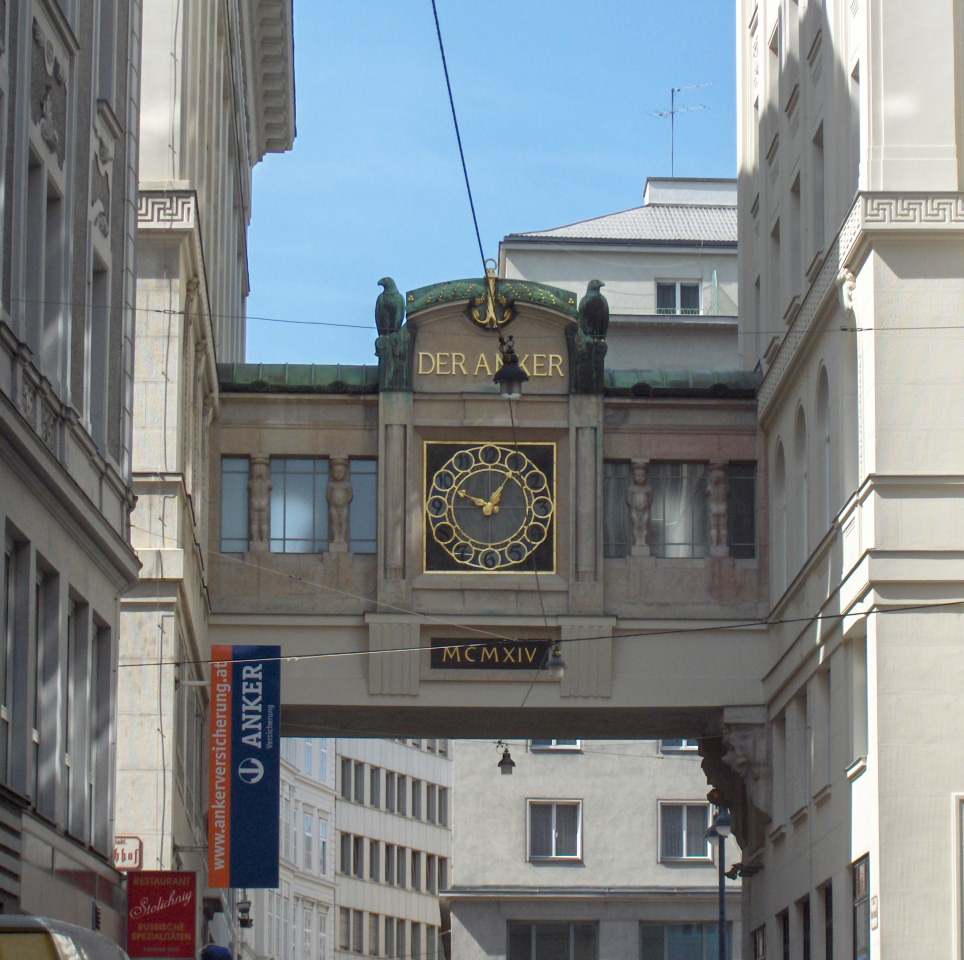
Parte posterior del Ankeruhr.

El reloj Anker (en alemán Ankeruhr) es un reloj localizado en Viena, la capital de Austria. Se encuentra situado en Hoher Markt, la plaza más antigua de la ciudad, siendo una popular atracción turística. Una de sus particularidades es que cada mediodía doce figuras que lleva incorporadas desfilan juntas mientras suena música clásica vienesa.

## Historia
La construcción fue encargada por la Anker Insurance Company, que da nombre al reloj, para decorar un puente que une a dos oficinas de su propiedad.

## Decoración
Fue diseñado en bronce y cobre por el pintor y escultor Franz Matsch y se finalizó en el año 1914. Está inspirado en  el estilo del Art nouveau.

### Personajes

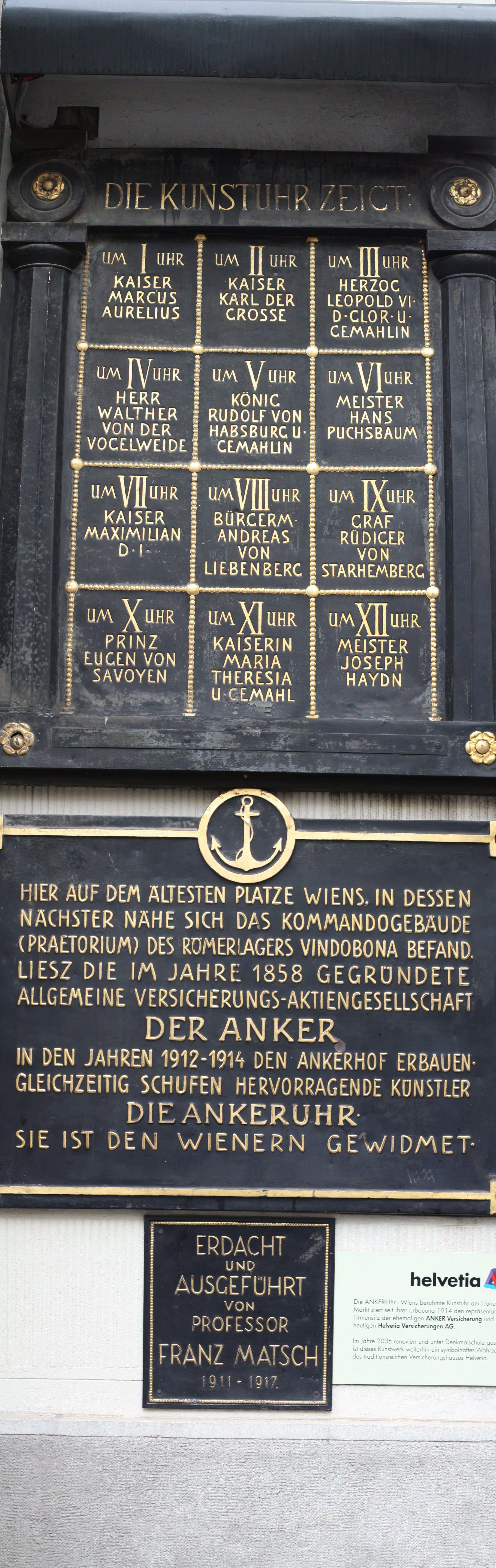
Lista de personajes del reloj.

El reloj en sí está decorado con adornos de mosaico y, en el trascurso de 12 horas, doce personajes históricos o parejas de figuras se mueven a través de él, los cuales son: 
- Hora I: Marco Aurelio
- Hora II: Carlomagno
- Hora III: Leopoldo VI
- Hora IV: Walther von der Vogelweide
- Hora V: Rodolfo I de Habsburgo y esposa
- Hora VI: Hans Puchsbaum (arquitecto gótico)
- Hora VII: Maximiliano I de Habsburgo
- Hora VIII: Johann Andreas von Liebenberg (alcalde vienés)
- Hora IX: Ernst Rüdiger von Starhemberg (comandante de la Armada Vienesa durante las guerras habsburgo-otomanas)
- Hora X: Eugenio de Saboya
- Hora XI: María Teresa I de Austria
- Hora XII: Joseph Haydn